# La Gravité
Pour plus de détails, voir Fiche technique et Distribution.
La Gravité est un film d'action français réalisé par Cédric Ido et sorti en 2022. Il est présenté dans divers festivals comme celui de Toronto en 2022 avant sa sortie dans les salles françaises l'année suivante.

## Synopsis
Dans une cité de banlieue parisienne, une bande d'adolescents, nombreuse et structurée, que l'on nomme les "Ronins", gère à sa façon un trafic de drogue de synthèse, après s'être débarrassée des "anciens".
Un alignement de planètes se prépare, extraordinaire parce que "parfait" selon la parole des scientifiques à la radio. Il rend inexplicablement le ciel de plus en plus rouge et crée une atmosphère de cataclysme. C'est dans ce climat que Christophe, un des anciens, qui sort de prison, revient dans la cité, où il retrouve deux amis d'enfance, Daniel et Joshua. Cet homme déterminé et endurci par les épreuves découvre que les choses ont changé en son absence. Les "Ronins", extrêmement violents et menaçants, imposent désormais leur loi et s'assurent un monopole sans partage sur le trafic de drogue. Assujettis à une hiérarchie stricte et à une sorte de culte exigeant, c'est la nuit qu'ils transportent au sommet de l'un des bâtiments de la cité la terre nécessaire à la croissance d'un arbre, symbole à leurs yeux d'une "ère nouvelle". Ils proclament d'ailleurs "qu'après cet alignement, le monde ne sera plus jamais le même". Le tempérament de Christophe rend l'affrontement inéluctable entre les deux générations, à la grande inquiétude de ses deux amis.

## Fiche technique
Sauf indication contraire, les informations mentionnées dans cette section peuvent être confirmées par les bases de données cinématographiques IMDb et Allociné,  présentes dans la section « Liens externes ».
- Titre original : La Gravité
- Réalisation : Cédric Ido
- Scénario : Cédric Ido, Mélisa Godet et Jeanne Aptekman
- Musique : Evgueni Galperine et Sacha Galperine
- Décors : Rozenn Le Gloahec
- Costumes : Marité Coutard
- Photographie : David Ungaro
- Montage : Nassim Gordji Tehrani et Thomas Fernandez
- Son : Rémi Chanaud, Louis Bart, Damien Guillaume et Thomas Wargny
- Production : Emma Javaux
- Sociétés de production : Trésor Production et Une fille Productions
- Sociétés de distribution :Alba Films] et Trésor Cinéma
- Pays de production :  France
- Langue originale : français
- Format : couleur — 2,35:1
- Genre : action, fantastique
- Durée : 86 minutes
- Dates de sortie :
  - Canada : 13 septembre 2022 (festival de Toronto)
  - Belgique : 6 octobre 2022 (festival de Namur)
  - Suisse : 5 novembre 2022 (festival de Genève)
  - France : 
    - 18 avril 2023 (festival Les Intergalactiques)
    - 3 mai 2023 (en salles)
- Classification[1] :
  - France : Tout public avec avertissement lors de sa sortie en salles[2]

## Distribution
Sauf indication contraire ou complémentaire, les informations mentionnées dans cette section proviennent du générique de fin de l'œuvre audiovisuelle présentée ici.
- Max Gomis : Daniel
- Steve Tientcheu : Joshua
- Jean-Baptiste Anoumon : Christophe
- Olivier Rosemberg : Jovic
- Hafsia Herzi : Sabrina
- Thierry Godard : le coach d'athlétisme
- Bilel Chegrani : Tino
- Médina Diarra : Sira

## Production

### Tournage
Le tournage du film démarre le 8 novembre 2021 et s'achève le 16 décembre 2021 après six semaines de tournage, il a lieu notamment en Seine-Saint-Denis.

## Sortie et accueil

### Critiques
Le Monde par Jacques Mandelbaum (4/5) 
Sur cette trame simple, innervée toutefois par une multitude de pistes qui la complexifient, Cédric Ido, cinéaste inopiné à la mise en scène inventive et élégante, revisite brillamment le film de banlieue.
Écran large par Mathieu Jaborska (3/5)
"Un mélange des genres étonnant qui mise énormément sur le symbolisme pour relayer ses (bonnes) idées."
"Depuis 2019, année du succès critique et populaire impressionnant des Misérables (plus de deux millions d'entrées tout de même), l'intérêt du cinéma français pour la vie en banlieue a pris des formes très diverses, du film d'action (Bac Nord) au trip esthétique (Athena), en passant par l'expérimentation nihiliste (La Tour). (...) Fanny Liatard et Jérémy Trouilh ont même décidé de flirter avec la science-fiction dans le très joli Gagarine, preuve qu'il est possible de concilier réflexion politique et envies de cinéma populaire.
La Gravité va bien plus loin encore. (...) D'une part, le cinéaste maitrise ses références (...) d'autre part, La Gravité rebutera quiconque est allergique aux récits qui reposent trop sur la symbolique. Il s'articule entièrement autour de parallèles et métaphores. (...) Cédric Ido, ayant lui-même grandi dans la banlieue de Stains, connait son sujet. (...) Sa perspective est  très intéressante et sincère, à défaut d'être parfaitement articulée.
Télérama par Jacques Morice (3/5) 
Le film est parfois naïf, mais captivant, graphique, original dans ses scènes de violence – des combats brutaux et stylisés dans la lignée du cinéma asiatique. On aime cette modestie, associée à l’énergie sèche des bonnes séries B d’antan.
Le Figaro  par É. N. (3/5)
Malgré des ralentis et des flash-back, le film ne laisse pas indifférent et glisse même vers la science-fiction.
Cahiers du Cinéma  par Romani Lefebvre (2/5)
Avec ses airs de série B d’action modeste qui jette ses ingrédients dans la cocotte-minute de la cité, La Gravité prend un tour inattendu et attachant. Il trébuche malheureusement dans une dernière partie où, pour faire s’arracher (pas tout à fait décoller) Daniel, le récit abandonne tout derrière lui.

### Box-office
| Pays ou région | Box-office     | Date d'arrêt du box-office | Nombre de semaines |
| -------------- | -------------- | -------------------------- | ------------------ |
| France         | 10 324 entrées | en cours                   | 1                  |

Pour son premier jour d'exploitation en France, La Gravité a réalisé 2 010 entrées, dont 796 en avant-premières, pour un total de 308 séances proposées.
En comptant pour ce premier jour les avant-premières, le film se positionne en sixième place du box-office des nouveautés pour sa journée de démarrage, derrière Disco Boy (2 704) et devant Nos cérémonies (1 960). Au bout d’une première semaine d’exploitation dans les salles françaises, le long-métrage totalise 10 324 entrées.

## Distinctions
Film figurant parmi les 7 longs métrages sélectionnés par Unifrance pour sa 1re édition du festival MyMetaStories diffusé du 6 au 29 octobre 2023. Les cinéphiles des quatre coins du monde auront accès aux films de cette édition, en ligne, sur les plateformes numériques. Festival soutenu par le Programme Europe Créative Volet Media de la Commission européenne. Liste des titres :
- La Gravité, de Cédric Ido (France)
- The Happiest Man In The World, de Teona Strugar Mitevska (Macédoine, Slovénie, Danemark, Croatie, Bosnie-Herzégovine)
- Fragile, d'Emma Benestan (France)
- Libertad, de Clara Roquet (Belgique/Espagne)
- Luxembourg, Luxembourg, d'Antonio Lukich (Ukraine)
- Fils de plouc (Mother Schmuckers), de Lenny Guit et Harpo Guit (Belgique)
- Pink Moon, de Floor van der Meulen (Pays-Bas)
Voir, sur le site MyMetaStories et MyMetaStories sur Unifrance, la liste des 13 courts métrages et de l’expérience Minecraft®, 1er festival de films dans le jeu vidéo.

## Commentaires
(décembre 2023).
- Si vous ne connaissez pas le sujet, laissez ce bandeau (vous pouvez alors contacter les auteurs).
- Si vous supprimez le contenu mis en cause (vous pouvez préalablement contacter les auteurs),

argumentez précisément cette suppression dans la page de discussion
(un manque de référence n'est pas un argument ; une recherche réelle de référence doit avoir été effectuée, être formellement documentée).
Confinant au film de guerre, associant réalisme cru et registre fantastique, est en fait une réflexion psychologique et sociale[réf. nécessaire].
D'après son auteur, qui a grandi en banlieue, à Stains, en Seine-Saint-Denis, considérée à son époque comme l'une des cités les plus dangereuses de France, le film est une métaphore de la difficile condition sociale des jeunes gens des banlieues et de la violence des tensions qui y règnent.
Il expose le fossé qui se creuse entre la génération des trentenaires qui se sont plus ou moins laissé marginaliser dans une société contemporaine qui ne les reconnaît pas, et celle des adolescents, les Ronins (nom donné  aux samouraïs sans maître exclus de la société japonaise ancienne) qui, selon ses termes "refusent les systèmes sociaux actuels et sont prêts à sacrifier les générations antérieures s’il le faut afin de recommencer à zéro, exister dans leur propre système, selon leurs propres règles."
Evgueni & Sacha Galperine ont signé la musique du film de Cédric Ido en utilisant une partition électronique à la fois rythmique et climatique. Des sonorités hurlantes y imposent un climat d'étrangeté, d'urgence et d'effroi.
L'étrangeté du climat doit beaucoup à la couleur rouge qui, venue du ciel, envahit graduellement tout, mais qui est aussi le signe de reconnaissance choisi par les Ronins (ils s'en teignent les cheveux). Cédric Ido nous l'explique : "Il y a une signification dans la mythologie japonaise à propos de l’emploi du rouge, cette couleur est symbole d’éloignement des démons, mais également de défense et de guérison, d’où les cheveux des Ronins qui arborent cette couleur."
Le début du film fournit la justification du titre en associant la force cosmique de la pesanteur matérielle à la force quasi invincible de la pesanteur sociale qui sévit au détriment des cités.